# Federigo degli Alberighi
Federigo degli Alberighi è il protagonista della nona novella della quinta giornata del Decameron di Giovanni Boccaccio. La sua vicenda è narrata da Fiammetta.

## Personaggi della novella
Federigo degli Alberighi: un giovane nobile e magnanimo appartenente a una ricca famiglia fiorentina, innamorato della nobildonna Giovanna.
Giovanna: nobildonna amata da Federigo col quale alla fine della novella si sposa pur avendolo inizialmente rifiutato.
Il figlio di Giovanna: si ammala gravemente, chiede alla madre il falcone di Federigo come regalo e muore alcuni giorni dopo a causa della malattia.

## Trama
Federigo degli Alberighi, un giovane proveniente da una nobile famiglia fiorentina, conosciuto per la sua gentilezza e cortesia, s'invaghisce di una nobildonna, monna Giovanna. Per tentare di far colpo su di lei, sperpera il suo patrimonio in balli e feste, dominato dai sentimenti dell'amore impossibile (Giovanna è già sposata), e si rovina a tal punto che gli restano solo un piccolo podere e un falcone, con cui si guadagna da vivere e di che mangiare cacciando.
A un certo punto il marito di Giovanna si ammala e muore, quindi la donna si dedica interamente al suo unico figlio, già abbastanza cresciuto, ma anche lui molto malato. Prova a rinvigorirlo portandolo in un podere, curiosamente vicino a quello di Federigo. Ben presto il ragazzo fa amicizia con Federigo e osserva il suo falcone, ritenendolo maestoso e pensando che possedere quel rapace lo potrebbe fare stare molto meglio. Ne parla quindi con la madre, che accetta mal volentieri di chiedere a Federigo il suo bene più prezioso, in quanto è stato proprio l'amore non ricambiato di Federigo verso di lei ad averlo costretto a dover vivere di sola caccia, ma l'insistenza del figlio la convince. 
Giovanna, quindi, pensa di ricorrere all'astuzia: si fa offrire un pranzo da Federigo e, siccome una donna vedova non può stare a casa di un uomo solo perché non è buon segno, porta l'amica Fiammetta con lei. Federigo, però, si rende conto di avere solo verdure nella dispensa e, non sapendo cosa offrire alle ospiti, decide di sacrificare e far cucinare proprio il falcone per pranzo, senza però dire nulla al riguardo. Quando la donna inizia a parlare a Federigo del vero motivo per il quale è venuta, lui scoppia in lacrime e le riferisce di aver cucinato il falcone tanto desiderato. 
All'infausta notizia, il ragazzino peggiora notevolmente e muore dopo poco tempo. In seguito i fratelli di Giovanna consigliano alla sorella un nuovo matrimonio. Lei vorrebbe sposare Federigo, perché si era dimostrato nobile di cuore cucinando il suo bene più prezioso pur di darle da mangiare. I fratelli all'inizio si oppongono, non ritenendo conveniente che Giovanna sposi un uomo afflitto da problemi economici, ma la donna è irremovibile e la spunta. Giovanna e Federigo quindi si sposano felicemente e Federigo diventa un saggio amministratore dei suoi beni.

## Analisi
Inizialmente la vicenda è incentrata sugli ideali cortesi della liberalità, sulla cui base Federigo spende in modo sconsiderato le sue ricchezze e perciò deve andare a vivere in un podere in campagna. A questo punto si rende conto che è necessario amministrare in modo più cauto i propri beni, gestendo il suo patrimonio con l'oculatezza tipica della nuova classe borghese mercantile. Nel racconto c'è anche il tema del declino della nobiltà feudale, di cui fa parte la famiglia di Federigo, che però è caduta in rovina per via delle enormi spese. 
Infine, il falcone che sacrifica per amore di Giovanna rappresenta la virtù cortese della nobiltà d'animo che mantiene anche quando diventa povero. In questo modo si ha una fusione tra i valori cortesi e quelli borghesi dell'emergente civiltà mercantile.